# 1987-es Copa América (döntő)
Az 1987-es Copa América döntőjét a guayaquili Estadio Monumental Antonio Vespucio Liberti stadionban játszották 1987. július 12-én.
A döntő egyik résztvevője Uruguay, ellenfele pedig Chile volt. A mérkőzést 1–0 arányban Uruguay nyerte meg.

## Út a döntőig
| Csapat    | M | Gy | D | V | G+ | G– | Gk | P |
| --------- | - | -- | - | - | -- | -- | -- | - |
| Chile     | 2 | 2  | 0 | 0 | 7  | 1  | +6 | 4 |
| Brazília  | 2 | 1  | 0 | 1 | 5  | 4  | +1 | 2 |
| Venezuela | 2 | 0  | 0 | 2 | 1  | 8  | –7 | 0 |

## Mérkőzés
| 1987. július 12. |

| Uruguay        | 1–0   | Chile |
| -------------- | ----- | ----- |
| Bengoechea 56' | (0–0) |       |

| Estadio Monumental, Buenos Aires Nézőszám: 35 000 Játékvezető: Romualdo Arppi Filho (brazil) |

| Uruguay | Chile |

| URUGUAY:             |    |                      |     |     |
| GK                   | 12 | Eduardo Pereira      |     |     |
| DF                   | 14 | Alfonso Domínguez    |     |     |
| DF                   | 3  | Nelson Gutiérrez     |     |     |
| DF                   | 4  | Obdulio Trasante     |     |     |
| DF                   | 5  | José Pintos Saldanha |     |     |
| MF                   | 8  | Gustavo Matosas      |     |     |
| MF                   | 15 | José Perdomo         | 88′ |     |
| MF                   | 16 | Pablo Bengoechea     |     |     |
| MF                   | 10 | Enzo Francescoli     | 27′ |     |
| FW                   | 7  | Antonio Alzamendi    |     | 86' |
| FW                   | 11 | Rubén Sosa           |     |     |
| Cserék:              |    |                      |     |     |
| DF                   | 6  | José Enrique Peña    |     | 86' |
| Szövetségi kapitány: |    |                      |     |     |
| Roberto Fleitas      |    |                      |     |     |

| CHILE:               |    |                      |     |     |     |
|                      |    |                      |     |     |     |
| GK                   | 1  | Roberto Rojas        |     |     |     |
| DF                   | 2  | Oscar Reyes          |     |     |     |
| DF                   | 8  | Eduardo Gómez        | 14′ |     |     |
| DF                   | 11 | Fernando Astengo     | 88′ |     |     |
| DF                   | 4  | Luis Hormazábal      |     |     |     |
| MF                   | 18 | Patricio Mardones    |     |     |     |
| MF                   | 10 | Jorge Contreras      |     |     |     |
| MF                   | 20 | Héctor Puebla        |     | 19' |     |
| MF                   | 6  | Jaime Pizarro        |     |     |     |
| FW                   | 9  | Juan Carlos Letelier |     |     |     |
| FW                   | 7  | Ivo Basay            |     |     |     |
| Cserék:              |    |                      |     |     |     |
| MF                   | 8  | Ricardo Toro         |     | 19' | 63' |
| MF                   | 21 | Hugo Rubio           |     | 63' |     |
| Szövetségi kapitány: |    |                      |     |     |     |
| Orlando Aravena      |    |                      |     |     |     |

| Az 1987-es Copa América győztese |
| -------------------------------- |
| URUGUAY 13. cím                  |